# آنا کهنیچکووا
آنا کهنیچکووا (اوکراینی: Анна Юріївна Хниченкова؛ زادهٔ ۱۲ نوامبر ۱۹۹۴) اسکیت‌باز نمایشی اهل اوکراین است. او همچنین از اسکیت‌بازان نمایشی در بازی‌های المپیک زمستانی بوده است.